# Kardynałowie z nominacji Celestyna III
Papież Celestyn III (1191-1198) mianował pięciu nowych kardynałów, w tym jednego przyszłego papieża i jednego swojego krewnego (Bobo z S. Teodoro).

## Nominacje 20 lutego 1193
1. Fidanzio, kanonik w Civita Castellana – kardynał prezbiter S. Marcello, zm. 19 lutego 1197
2. Giovanni di San Paolo OSBCluny – kardynał diakon Świętego Kościoła Rzymskiego, następnie kardynał prezbiter S. Prisca (22 maja 1193), kardynał biskup Sabiny (18 grudnia 1204), zm. 1214
3. Pietro Capuano, kanonik kapituły w Amalfi – kardynał diakon S. Maria in Via Lata, następnie kardynał prezbiter S. Marcello (23 grudnia 1200), zm. 30 sierpnia 1214
4. Bobo, krewny papieża, kanonik bazyliki watykańskiej – kardynał diakon S. Teodoro, zm. 9 października 1199
5. Cencio, kamerling św. Kościoła Rzymskiego, kanonik bazyliki liberiańskiej – kardynał diakon S. Lucia in  Silice, następnie kardynał prezbiter S. Lorenzo in Lucina (3 czerwca 1200); od 18 lipca 1216 papież Honoriusz III, zm. 18 marca 1227